# Twenty20 Cup
De Twenty20 Cup is in het Nederlandse cricket een bekertoernooi via het Twenty20-principe. Het toernooi werd in 2007 voor het eerst gespeeld.
In het toernooi wordt prijzengeld uitgekeerd. In 2007 en 2008 is de verdeling van het prijzengeld hetzelfde. Elke groepswinnaar krijgt 2.500 euro, beide winnaars van de halve finale krijgen dit bedrag verdubbeld tot 5.000 euro en de winnaar krijgt in het totaal 10.000 euro.
In 2007 speelde uit elke groep de beste 2 teams een regiofinale om uit te maken wie er naar de halve finale gaat. In 2008 is dit gewijzigd, de regiofinale is veranderd in een kwartfinale waarin een wedstrijd tegen een team buiten de regio wordt gespeeld.

## 2007
In onderstaande tabellen worden alleen de uitslagen in vorm van winst/verlies weergegeven.

#### Groep A (Regio Rotterdam en Schiedam)
Sparta werd eerste, Hermes DVS werd tweede. Hermes kwalificeerde zich in de regiofinale voor de halve finales.

#### Groep B (Midden Nederland)
Rood en Wit werd eerste, Hercules werd tweede. Rood en Wit kwalificeerde zich in de regiofinale voor de halve finales.

#### Groep C (Regio Den Haag)
Quick Haag werd eerste, HBS werd tweede. Quick Haag kwalificeerde zich in de regiofinale voor de halve finales.

#### Groep D (Regio Amsterdam / Amstelveen)
VVV werd eerste, VRA werd tweede. VRA kwalificeerde zich in de regiofinale voor de halve finales.

### Halve finales en finale
De halve finale en de finale werden gespeeld op het terrein van Hermes DVS in Schiedam, op 11 augustus. 
Op vrijdag 30 juni vond in het kantoor van sponsor Nachenius Tjeenk de loting plaats voor de halve finales.
In de halve finales won Hermes DVS tegen Rood en Wit en Quick Haag won van VRA. In de finale won Quick Haag van Hermes DVS. De finaledag trok ongeveer 1500 toeschouwers.

## 2008

#### Groep A (Regio Rotterdam en Schiedam)
Hermes DVS, Sparta, PDCCR, Excelsior en VOC: Hermes DVS (groepswinnaar) en Sparta (tweede) kwalificeerden zich voor de kwartfinales.

#### Groep B (Midden Nederland)
Bloemendaal, Hercules, Kampong en Rood en Wit: Bloemendaal (groepswinnaar) en Rood en Wit (tweede) kwalificeerden zich voor de kwartfinales.

#### Groep C (Regio Den Haag)
HBS, Quick Haag, HCC en VCC: HCC (groepswinnaar) en HBS (tweede) kwalificeerden zich voor de kwartfinales.

#### Groep D (Regio Amsterdam / Amstelveen)
ACC, Dosti, VRA en VVV: VVV (groepswinnaar) en ACC (tweede) kwalificeerden zich voor de kwartfinales.

### Eindtoernooi
Elke groepswinnaar speelde thuis tegen een tweede team uit een andere groep.
De kwartfinales waren:
- Bloemendaal - HBS: HBS won
- VVV - Rood en Wit: VVV won
- Hermes DVS - ACC: Hermes DVS won
- HCC - Sparta: HCC won

De halve finales waren:
- HBS - VVV: HBS won
- HCC - Hermes DVS: HCC won

Finale
- HCC - HBS: HCC won